# Луций Калпурний Пизон (консул 57 г.)
Вижте пояснителната страница за други личности с името Луций Калпурний Пизон.
Луций Калпурний Пизон (на латински: Lucius Calpurnius Piso; † 70, Картаген) е политик и сенатор на Римската империя през 1 век.

## Биография
Проилиза от клон Пизон на фамилията Калпурнии. Син е на Луций Калпурний Пизон (консул 27 г.).
През 57 г. Луций Калпурний Пизон е консул заедно с Нерон (за II път). През 60/63 г. като curator aquarum е отговорен за водопроводите на Рим.
Той е в колегията на арвалските братя, вероятно и понтифекс. През 69/70 г. Пизон e проконсул на провинция Африка. Там изпада при нискостоящото население в заподозрение да присвоява богатства. Малко след това е убит от императорския легат Гай Валерий Фест.